# الأزمة الدبلوماسية التركية الهولندية 2017
الأزمة الدبلوماسية التركية الهولندية (2017 Dutch–Turkish diplomatic incident)هي أزمة دبلوماسية كبيرة إندلعت بين تركيا وهولندا في مارس 2017 على خلفية منع الأخيرة هبوط طائرة وزير الخارجية التركي مولود تشاويش أوغلو الذي كان سيلتقي في هولندا مع مجموعة من المواطنين الأتراك المقيمين في هولندا من أجل التصويت بنعم في الإستفتاء الدستوري الذي سيعقد في تركيا في 16 أبريل 2017، كما قامت السلطات الهولندية بطرد فاطمة بتول قايا المكلفة بوزارة المرأة والمجتمع التي كانت ستعوض وزير الخارجية مولود تشاويش أوغلو في تأطير هذه التظاهرة، وقد بررت هولندا موقفها بأنه جاء لدواعٍ أمنية، فيما وصف الرئيس التركي رجب طيب أردوغان هذه التصرفات بالنازية وتوعد هولندا بمجموعة من العقوبات.
. وقد سبق هذه الاحداث توتر مشابه بين تركيا وألمانيا على خلفية سبب إلغاء السلطات الألمانية تجمعات سياسية تركية لحشد التصويت ب «نعم» والتي وصفها الرئيس التركي (أي منع التجمعات) بالممارسات النازية، واتهم الرئيس التركي أيضا ألمانيا بـ«مساعدة وإيواء» صحفي ألماني من أصل تركي معتقلا لدى أنقرة «عميل لألمانيا»، وعضو في جماعة «حزب العمال الكردستاني» المحظورة، الامر الذي نفته ألمانيا.

## ردود الفعل

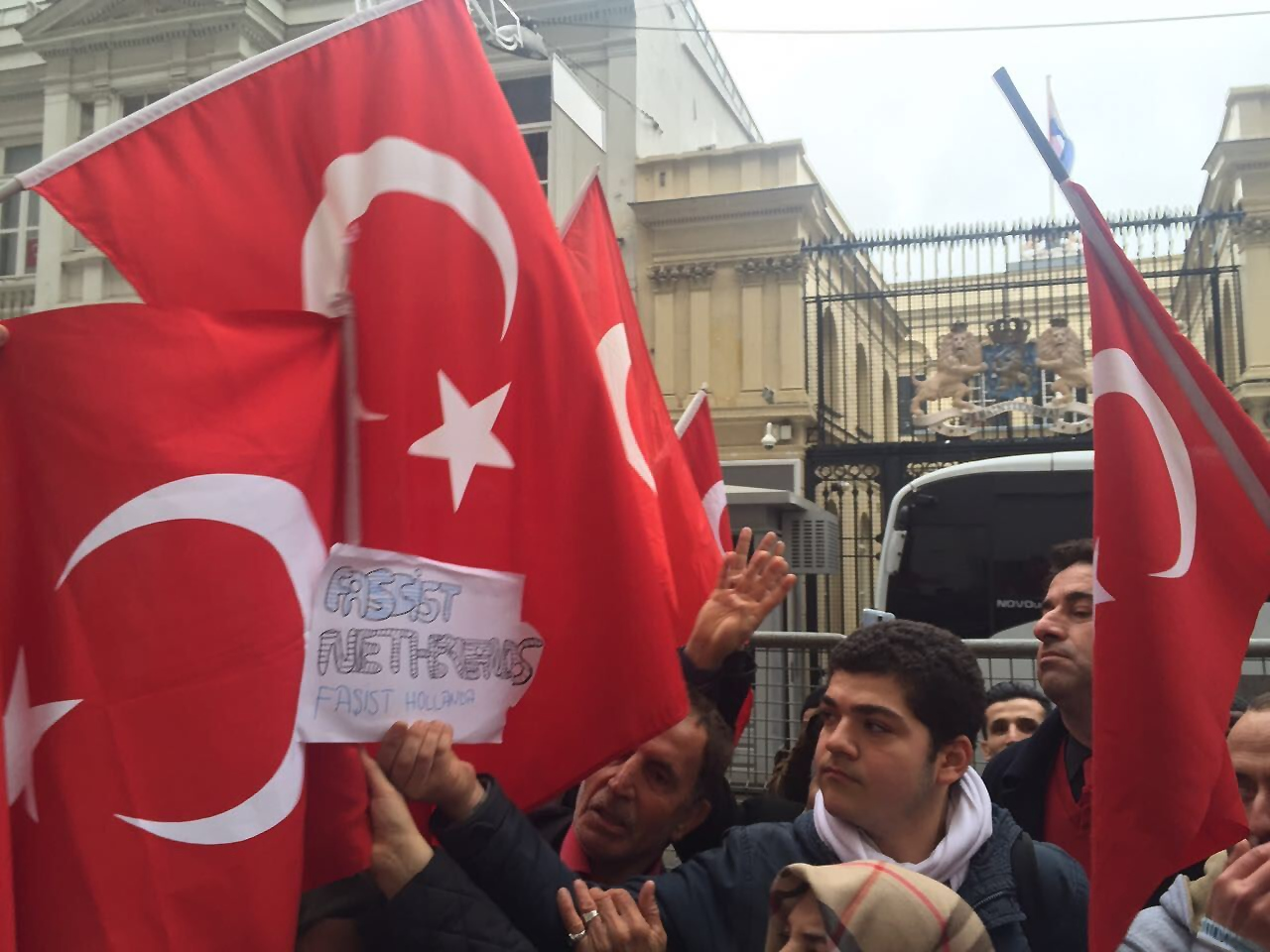
متظاهرون أتراك ضد هولندا في إسطنبول

توعد الرئيس التركي رجب طيب أردوغان هولندا بمجموعة من الإجراءات العقابية بينها إلغاء الزيارات الوفود الدبلوماسية الهولندية إلى تركيا وطالب بعدم عودة السفير الهولندي لدى تركيا حتى إشعار آخر، كما توعدت بسحب تراخيص شركات هولندية كانت من المزمع أن تستثمر في تركيا وقد لوح بإلغاء إتفاقية الهجرة التي أبرمتها تركيا مع الاتحاد الأوروبي في 2016.

## معرض صور

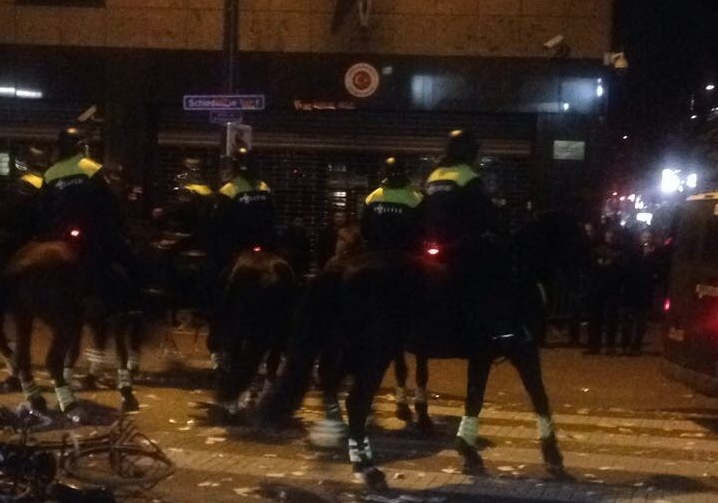
خيالة الشرطة الهولندية أمام القنصلية التركية في روتردام